# 151 f.Kr.
| 151 f.Kr.          |
| ------------------ |
| Dødsfald - Fødsler |

## Begivenheder
- Kartago erklærer krig mod Kong Masinissa af Numidien.